# 卸売販売業
卸売販売業（おろしうりはんばいぎょう）は、医薬品の販売業の業態のひとつである。

## 概要
医薬品医療機器法で定められた医薬品の販売業の業態のひとつで、医薬品を薬局や医療機関などに対して販売する業務である(第25条3号)。すべての医薬品を扱うことができるが、店舗における一般の生活者に対しての直接の医薬品の販売等は行えない。一般の生活者に対して医薬品を販売することができるのは、薬局、店舗販売業および配置販売業の許可を受けた者のみである。

## 制度
卸売販売業を行うには、営業所ごとに都道府県知事の許可が必要である(第34条)。卸売販売業の営業所には、営業所管理者を置く必要があり、営業所管理者は原則として薬剤師である必要がある(第35条)。